# Little Rock
Little Rock ist die Hauptstadt des US-Bundesstaates Arkansas. Sie ist Verwaltungssitz des Pulaski County am Arkansas River und Kernstadt der Metropolregion Little Rock. Das U.S. Census Bureau ermittelte bei der Volkszählung 2020 eine Einwohnerzahl von 202.591. Das Parlamentsgebäude in Little Rock ist eine kleinere Kopie des Kapitols in Washington, D.C.
Little Rock erlangte unter anderem dadurch Bekanntheit, dass der Gouverneur Arkansas’ noch drei Jahre nach Aufhebung der Rassentrennung schwarzen Schülerinnen und Schülern (Little Rock Nine) 1957 den Zugang zur Schule unter Einsatz der Nationalgarde und mit Unterstützung weißer Demonstranten verwehrte. Präsident Dwight D. Eisenhower setzte schließlich Militär ein, um die Unruhen aufzulösen und den Schülern Zugang zur Schule zu verschaffen.

## Geographie
Little Rock liegt am Südufer des Arkansas River. Dessen Zuflüsse Fourche Creek und Rock Creek fließen ebenfalls durch die Stadt. Der westliche Teil der Stadt befindet sich in den Ausläufern der Ouachita Mountains. Nordwestlich der Stadt liegen der Berg Pinnacle Mountain und der See Lake Maumelle, der die Stadt mit Trinkwasser versorgt. Nördlich des Arkansas River befindet sich die Stadt North Little Rock.

## Flüsse der Stadt
- Arkansas River
- Crooked Creek
- Fourche Creek
- Jimerson Creek
- Little Maumelle River
- McHenry Creek
- Owen Creek
- Panther Branch
- Payne Branch
- Rock Creek

## Geschichte

### Vorgeschichte und Stadtgründung
Die Geschichte Little Rocks beginnt mit dem Bau einer Handelsstation durch den französischen Entdecker Bernard de la Harpe im Jahre 1722. Der Name rührt von einer kleinen Gesteinsformation am Südufer des Arkansas River, an deren Fuße die Station errichtet wurde. De la Harpe nannte die Formation La Petite Roche (zu deutsch: der kleine Stein, englisch: little rock). Die Quapaw-Indianer lebten zu dieser Zeit ebenfalls in dem Gebiet.
1812 erbaute William Lewis, ein Pelzjäger, sein Haus neben dem Little Rock, der Beginn der Siedlung Little Rock. 1820 wurde Little Rock kartografiert.
1821 erhielt Little Rock den Status der Hauptstadt des Arkansas Territory, welches erst zwei Jahre zuvor gegründet worden war. Erst zehn Jahre später erhielt Little Rock das Stadtrecht.

### Entwicklung im 19. Jahrhundert
1833 wurde das Territorial Capitol (heutzutage das Old State House) erbaut, das 1842 endgültig fertiggestellt und bis 1911 als State Capitol genutzt wurde.
1836 wurde Arkansas offiziell zum 25. Bundesstaat erhoben und Little Rock zur Hauptstadt desselben.
Nach dem Beitritt Arkansas’ zur Confederacy (den sogenannten konföderierten Staaten) 1861 wurde Little Rock im Sezessionskrieg 1863 von Truppen der Union (hauptsächlich Staaten aus dem Norden der USA) besetzt. 1874 spielte sich der Brooks-Baxter Krieg in und um Little Rock ab.
Am 26. Januar 1880 wurde General Douglas MacArthur in den Little Rock Barracks geboren. Sein Geburtsort fungiert heute als Museum (MacArthur Museum of Arkansas Military History).
1881 beschloss die Legislative „arkansaw“ als offizielle Aussprache des Staatsnamens.

### 20. Jahrhundert
1911 wurde das heutige State-Capitol-Gebäude fertiggestellt. Mit dem Anschluss Pulaski Heights, eines der ersten Vororte von Little Rock im Jahre 1916 begann die Stadt ein kontinuierliches Wachstum nach Westen.
1957 und 1958 kam es zu erheblichen Rassenunruhen in Little Rock. Neun afroamerikanische Schüler, die als die Little Rock Nine bekannt wurden, forderten 1957 ihr Grundrecht ein, die Little Rock Central High School besuchen zu dürfen. Die National Guard hinderte die Jugendlichen bei ihrem ersten Versuch daran, sich als Schüler an der High School einzuschreiben. Nach gewalttätigen Auseinandersetzungen zwischen Weißen und Schwarzen setzte die Bundesregierung die Armee zur Beruhigung der Lage ein. Infolge der Unruhen wurde im darauffolgenden Jahr alle drei öffentlichen High Schools in Little Rock für ein Jahr von Gouverneur Orval Faubus geschlossen.
1978 wurde Bill Clinton mit 32 Jahren zum jüngsten Gouverneur von Arkansas gewählt und 14 Jahre später wurde dieser als erster Politiker aus Arkansas zum Präsidenten der Vereinigten Staaten gewählt.
Zum 40. Jahrestag der Central-High-Krise (Little Rock Nine) wurde die Eröffnung eines Besucherzentrums des National Park Service gefeiert.

### 21. Jahrhundert
2004 wurde in Little Rock das William J. Clinton Presidential Center in Anwesenheit von George W. Bush, George H. W. Bush und Jimmy Carter eröffnet.
Am 27. März 2014 starben bei einem Tornado mindestens sechs Menschen in Little Rock. Zudem wurden auf 50 Kilometern mehrere Häuser durch die Tornadoschneise im Ortskern zerstört. 16 Personen starben in Pulaski County, Arkansas.

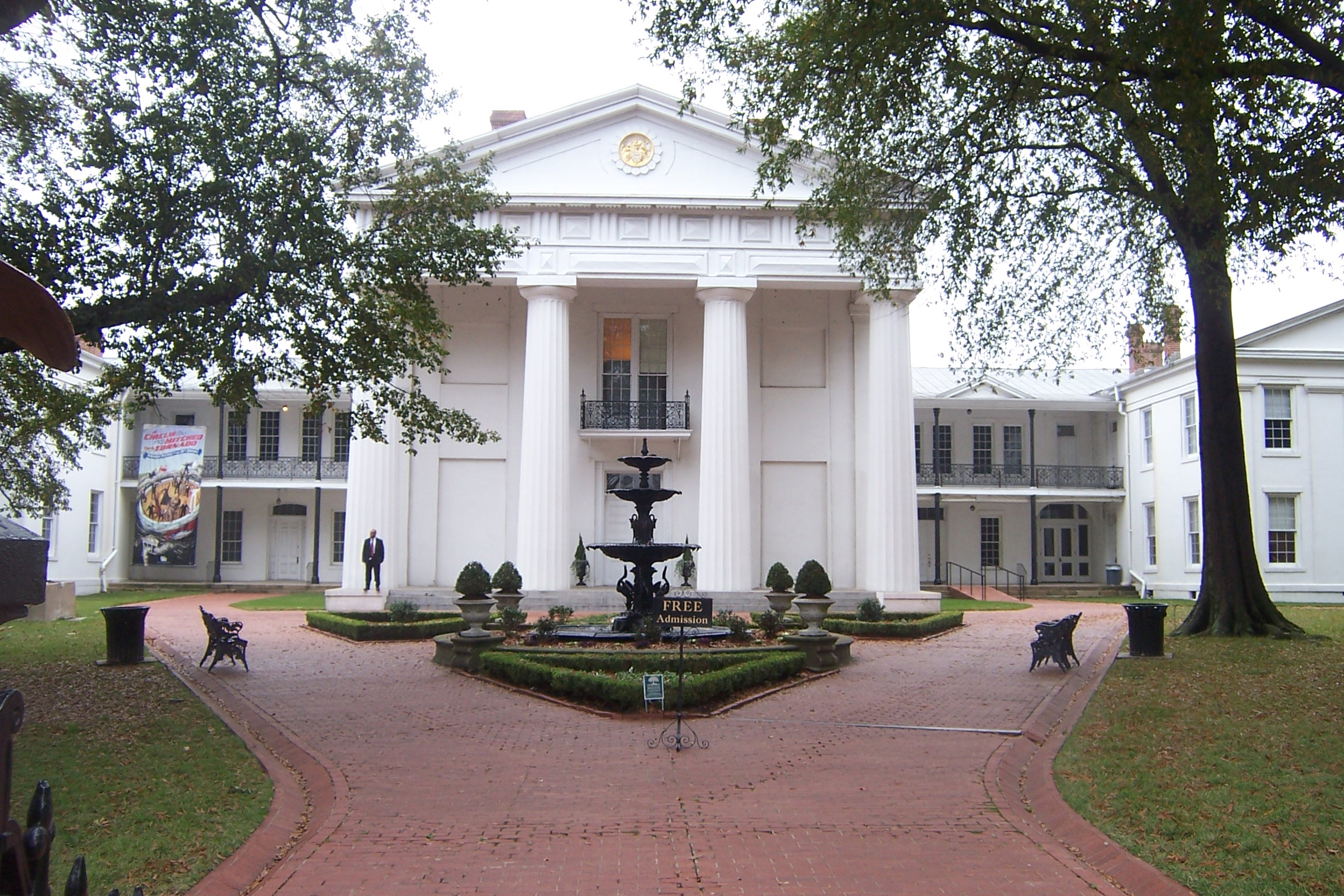
Das Old State House (2008) hat seit Dezember 1997 den Status einer National Historic Landmark.

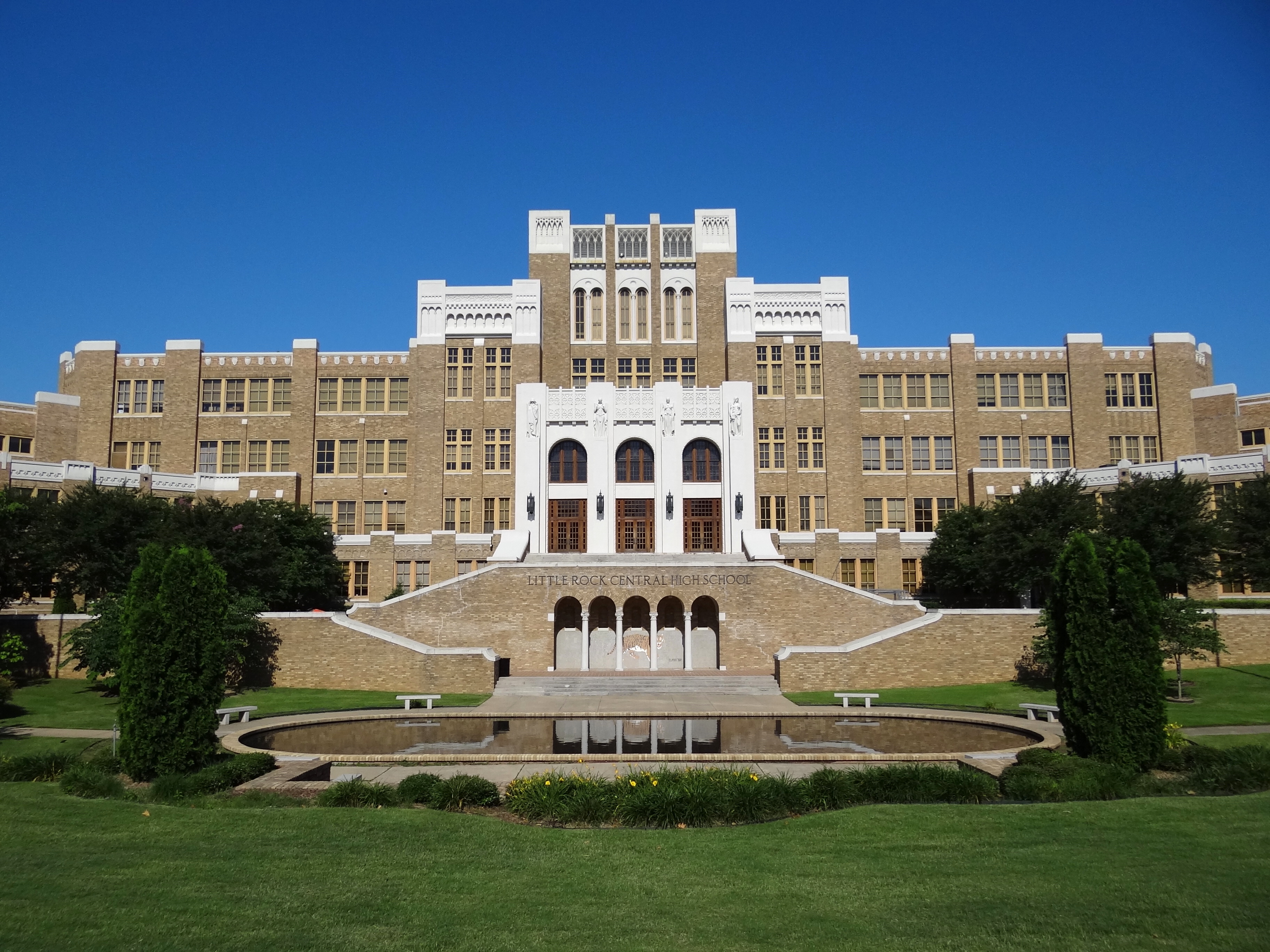
Die Little Rock Central High School, wo die „Little Rock Nine“ zur Schule gingen, ist seit Mai 1982 eine National Historic Landmark.

Vier Bauwerke in Little Rock haben den Status einer National Historic Landmark, das Old State House, das Daisy Bates House, die Little Rock Central High School und das Joseph Taylor Robinson House. 259 Bauwerke und Stätten der Stadt sind im National Register of Historic Places (NRHP) eingetragen (Stand 24. September 2020).

## Ursprünge der Stadt und diverse Fakten
Viele Gegenstände wurden gefunden, die darauf schließen lassen, dass Ureinwohner schon Jahrtausende vor den europäischen Siedlern Zentral-Arkansas bevölkerten. Zu diesen Ureinwohnern könnten unter anderem die Völker Folsom, Bluff Dwellers, Mound Builders, Caddo, Quapaws, Osage, Choctaw und Cherokee gehören. Arkansas war von Europäern unberührt, bis im Jahre 1541 der Spanier Hernando de Soto durch diese Gegend reiste.
La Petite Roche, wie der Felsen, an dem Little Rock gegründet liegt, von den Franzosen genannt wurde, markiert den Übergang der flachen Lower Mississippi Delta Region zu den Ouachita Mountains.
Die Stadt North Little Rock war früher einmal der 8. Stadtteil von Little Rock. Eine Entscheidung des Arkansas Supreme Court am 6. Februar 1904 erlaubte dem Stadtteil, sich mit dem umliegenden Dorf North Little Rock zu vereinigen. Das Dorf wurde zunächst in Argenta umbenannt, aber schon 1917 wurde die Namensänderung wieder rückgängig gemacht.
Das Unternehmen Federal Express wurde 1971 von Frederick W. Smith in Little Rock gegründet, wechselte seinen Firmensitz aber bereits zwei Jahre später nach Memphis, Tennessee, da die Beamten des Little Rock National Airport der Airline des Unternehmens keine Infrastruktur zur Verfügung stellen wollten. Die Firma ist heute unter dem Namen FedEx Corporation bekannt.
Laut einer Forbes-Liste von 2009 ist Little Rock eine der zehn gefährlichsten Städte in den USA.

## Geschichte derLittle Rock Nine
Am Abend des 2. September 1957 ließ Orval Faubus, Gouverneur von Arkansas, vor der Little Rock Central High School Teile der ihm unterstehenden Nationalgarde aufmarschieren, um neun Schwarzen Schülern den Zutritt zur Schule zum Schulbeginn am folgenden Tag zu verweigern und aufgebrachte weiße Bürger in Schach zu halten. Auch in den folgenden Tagen scheiterte der Schulbesuch der Gruppe, die später unter dem Namen Little Rock Nine bekannt wurde. Am 24. September entsandte Präsident Dwight D. Eisenhower schließlich 1000 Soldaten der 101. US-Luftlandedivision, um den Kindern den Schulbesuch zu ermöglichen.
Zu diesem Zeitpunkt lag das Verbot der Rassentrennung an den Schulen durch den obersten Gerichtshof der Vereinigten Staaten bereits fünf Jahre zurück.
Die Little Rock Nine wurden 40 Jahre später von US-Präsident Bill Clinton für ihren Mut bei der Durchsetzung ihrer Rechte ausgezeichnet.

## Wirtschaft
Little Rock ist der Hauptsitz mehrerer Großunternehmen, wie zum Beispiel Alltel, Acxiom und Dillard’s. Die größte Bank des Bundesstaates Arkansas, Bank OZK, hat ihren Hauptsitz in der Stadt. Weitere Unternehmen sind Electric Cooperatives of Arkansas, Metropolitan National Bank, Rose Law Firm, Stephens Inc. und Nuvell Financial Services (Teil von GMAC). Little Rock war außerdem früherer Hauptsitz von FedEx, Jacuzzi und TCBY.
Zu den sogenannten Non-profit-Organisationen gehören Association of Community Organizations for Reform Now, Heifer International, Lions World Services for the Blind, William J. Clinton Foundation, Winthrop Rockefeller Foundation und Winrock International.
Hauptarbeitgeber in Little Rock sind Arkansas Blue Cross and Blue Shield, Entergy, Raytheon, The Sharper Image, Siemens und Timex.
Einer der größten öffentlichen Arbeitgeber im Bundesstaat Arkansas, mit beinahe 9000 Arbeitnehmern, ist die UAMS (University of Arkansas for Medical Sciences) und deren Abteilungen (Arkansas Children’s Hospital und das Central Arkansas Veterans Healthcare System). Zusammen haben sie einen wirtschaftlichen Gesamteinfluss in Arkansas von über 4,1 Milliarden US-Dollar pro Jahr. Die UAMS deckt ihre Kosten nur zu 11 % aus staatlichen Mitteln; das meiste Geld kommt von Klinikgebühren (64 %), sonstigen Verträgen und Zuschüssen (18 %), Spenden (5 %) und Studiengebühren (2 %).
Wirtschaftliche Impulse gehen auch von der University of Arkansas at Little Rock aus. In Little Rock befindet sich auch die ebenfalls dem University of Arkansas System angeschlossene Clinton School of Public Service, an der ein Master-Abschluss für Öffentliche Verwaltung (Public Service) erworben werden kann.
Zwei weitere, kleinere Privatuniversitäten sind das Philander Smith College und das Arkansas Baptist College, beide wurden in der Vergangenheit vorwiegend von Afroamerikanern besucht.

## Verkehr

### Straße
Little Rock hat eine sehr gute Anbindung zu den verschiedenen Autobahnen (Interstate, Highway).
Dazu gehören U.S Highway 65, US 67, US 167, Interstate 30, Interstate 40, Interstate 430, Interstate 440, Interstate 530, Interstate 630.

### Flug, Bahn, Bus
Des Weiteren besitzt Little Rock einen nationalen Flughafen, den Little Rock National Airport. Der Flughafen wird von neun größeren Fluglinien angeflogen und hat Verbindungen zu 18 weiteren Flughäfen in den USA. Neben dem Flughafen gibt es aber auch noch Anbindungen zur Eisenbahn (Amtrak) und zur Überlandbuslinie Greyhound.

### Öffentliche Verkehrsmittel
Innerhalb der Stadt können die Einwohner den öffentlichen Nahverkehr der Central Arkansas Transit Authority (CATA) nutzen. Dazu gehören Busse und seit November 2004 auch eine Straßenbahn (River Rail Electric Streetcar). Wie so oft in ländlichen Regionen der USA ist das System allerdings nicht mit europäischen Standards vergleichbar. Der Nahverkehr wird hauptsächlich von älteren und einkommensschwachen Personen oder durch Touristen genutzt.

## Sport
Die Stadt hat mehrere Sport-Clubs wie die Arkansas Travelers (Minor League Baseball Team), die Arkansas RiverBlades (Minor League Hockey Team).

## Kultur und Religion
Das Arkansas Arts Center hat eine besonders umfangreiche Sammlung von Zeichnungen. Die Stadt ist Sitz des 1843 errichteten Bistum Little Rock, das ganz Arkansas umfasst.

## Klima
|                       | Jan  | Feb  | Mär  | Apr  | Mai  | Jun  | Jul  | Aug  | Sep  | Okt  | Nov  | Dez  |   |      |
| Mittl. Tagesmax. (°C) | 9,9  | 12,5 | 17,3 | 23,2 | 27,6 | 31,9 | 33,7 | 33,5 | 29,8 | 24,3 | 16,9 | 11,8 | ⌀ | 22,7 |
| Mittl. Tagesmin. (°C) | −1,2 | 0,9  | 5,1  | 10,5 | 15,1 | 19,7 | 21,9 | 20,9 | 17,2 | 10,2 | 4,4  | 0,7  | ⌀ | 10,5 |
|                       |      |      |      |      |      |      |      |      |      |      |      |      |   |      |
| Niederschlag (mm)     | 99   | 97   | 119  | 137  | 134  | 93   | 92   | 78   | 108  | 72   | 111  | 107  | Σ | 1247 |
|                       |      |      |      |      |      |      |      |      |      |      |      |      |   |      |
| Sonnenstunden (h/d)   | 4,7  | 5,9  | 6,8  | 8,1  | 9,5  | 10,6 | 10,1 | 9,8  | 8,4  | 7,8  | 5,8  | 4,7  | ⌀ | 7,7  |
|                       |      |      |      |      |      |      |      |      |      |      |      |      |   |      |
| Luftfeuchtigkeit (%)  | 71   | 68   | 65   | 66   | 71   | 70   | 72   | 71   | 72   | 70   | 69   | 71   | ⌀ | 69,7 |

| −1,2 |

| 0,9 |

| 5,1 |

| 10,5 |

| 15,1 |

| 19,7 |

| 21,9 |

| 20,9 |

| 17,2 |

| 10,2 |

| 4,4 |

| 0,7 |

| −1,2 |

| 0,9 |

| 5,1 |

| 10,5 |

| 15,1 |

| 19,7 |

| 21,9 |

| 20,9 |

| 17,2 |

| 10,2 |

| 4,4 |

| 0,7 |

Meteorologische Daten für den Großraum Little Rock
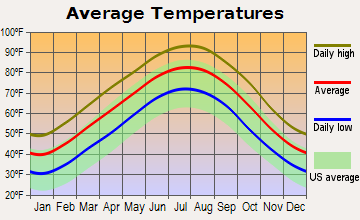
Monatliche Durchschnittstemperaturen
Monatlicher Durchschnittsniederschlag
Luftfeuchte
Windgeschwindigkeiten
Durchschnittlicher Schneefall
Durchschnittsprozentsatz Sonnenschein (Tag)

## Persönlichkeiten

### Ehrenbürger
- 1992: Hubert Maessen (1947–2015), niederländischer Politologe und Autor sowie Harry Walter, deutscher Fotograf und Werbefachmann
- 1993: Edita Tahiri (* 1956), kosovarische Politikerin

### Persönlichkeiten mit Bezug zur Stadt
- Albert Pike (1809–1891), Rechtsanwalt, Brigadegeneral, Journalist, Autor und Freimaurer; unterrichtete er und schrieb in Little Rock eine Reihe von Artikeln für den Arkansas Advocate unter dem Pseudonym Casca
- Thomas James Churchill (1824–1905), Politiker und Generalmajor im konföderierten Heer; starb in Little Rock
- James Smith McDonnell (1899–1980), Flugzeugkonstrukteur und Geschäftsmann; aufgewachsen in Little Rock
- Bill Dickey (1907–1993), Baseballspieler; starb in Little Rock
- Dee Brown (1908–2002), Schriftsteller und Historiker; wuchs Little Rock auf
- Al Hibbler (1915–2001), Pop- und Rhythm-and-Blues-Sänger; ging in Little Rock zur Schule
- Sam Walton (1918–1992), Unternehmer; starb in Little Rock
- Helen Gurley Brown (1922–2012), Herausgeberin und Autorin; lebte in Little Rock
- Andrew Joseph McDonald (1923–2014), römisch-katholischer Bischof von Little Rock (1972–2000)
- Gazi Yaşargil (1925–2025), türkischer Mediziner und Neurochirurg; Professor für Neurochirurgie am College of Medicine der Universität in Little Rock
- Jerry Jones (* 1942), Besitzer der Dallas Cowboys, eines American-Football-Teams in der National Football League; wuchs in Little Rock auf und besuchte hier die High School
- Wesley Clark (* 1944), General a. D.; wuchs in Little Rock auf
- Bill Clinton (* 1946), Präsident der Vereinigten Staaten; als Anwalt ab 1981 in Little Rock tätig. Im November 2004 wurde in Little Rock das William J. Clinton Presidential Center & Park eröffnet.
- Hillary Clinton (* 1947), Politikerin; als Anwältin ab 1981 in Little Rock tätig
- James Peter Sartain (* 1952), römisch-katholischer Bischof von Little Rock (2000–2006)
- Anthony Basil Taylor (* 1954), römisch-katholischer Bischof von Little Rock (seit 2008)
- E. Lynn Harris (1955–2009), Autor; wuchs in Little Rock auf
- Bill Hicks (1961–1994), Komiker; lebte und starb in Little Rock
- Amy Lee (* 1981), Sängerin, Pianistin und Songwriterin; lebte in Little Rock

## Eindrücke

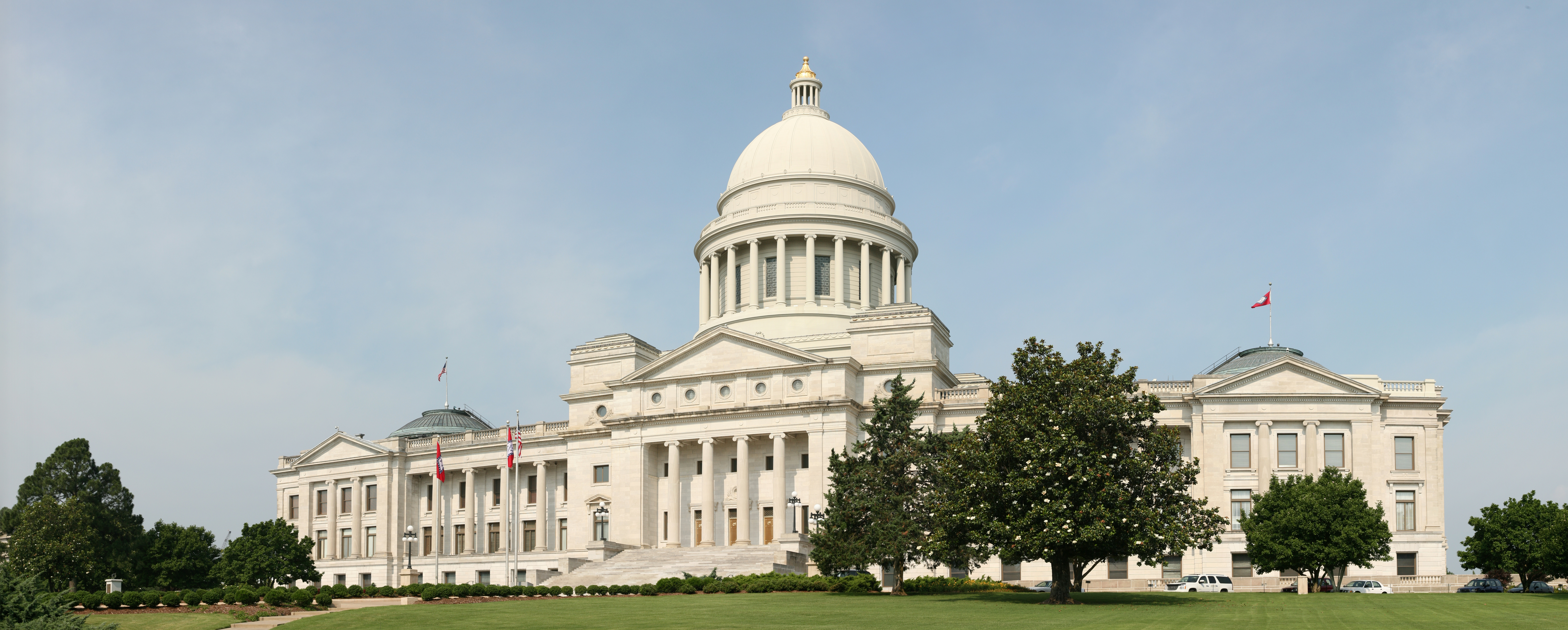
Arkansas State Capitol
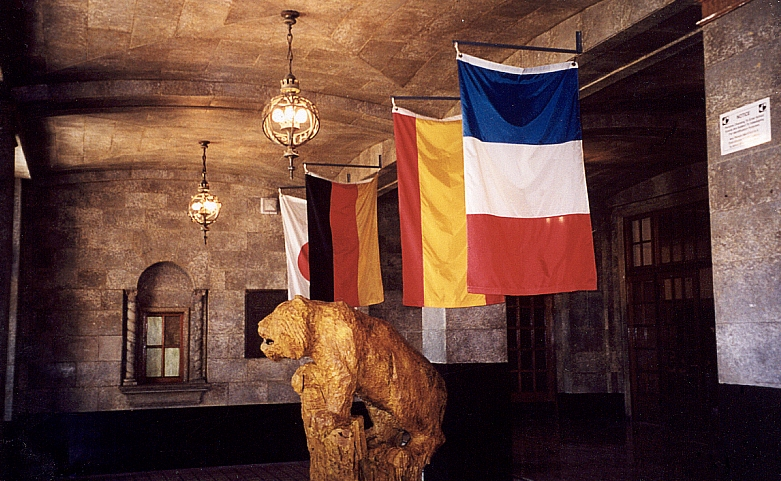
Central High School, Eingangshalle
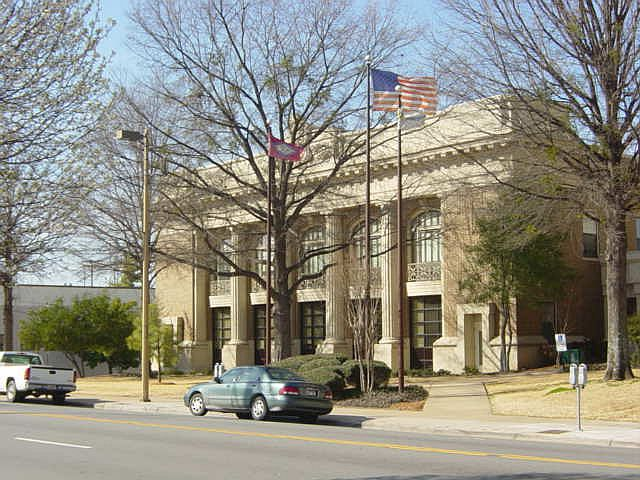
Rathaus